# کارلوس آگویو
کارلوس آگویو (اسپانیایی: Carlos Agulló‎؛ زادهٔ ۹ دسامبر ۱۹۷۴) یک کارگردان و تدوین‌گر اهل اسپانیا است. 